# Martin (Kentucky)
Martin – miasto w Stanach Zjednoczonych, w stanie Kentucky, w hrabstwie Floyd.